# فریدلم دیک
فریدلم دیک (انگلیسی: Friedhelm Dick; ۳ آوریل ۱۹۴۴ – ۵ اوت ۱۹۹۹) بازیکن فوتبال اهل آلمان بود.